# Gaj Chaimow
Gaj Chaimow (hebr. גיא חיימוב, ur. 9 marca 1986 w Holonie) – izraelski piłkarz grający na pozycji bramkarza. Od 2016 roku jest piłkarzem klubu Hapoel Beer Szewa.

## Kariera klubowa
Swoją karierę piłkarską Chaimow rozpoczął w klubie Maccabi Tel Awiw. W 2005 roku awansował do pierwszego zespołu Maccabi. W sezonie 2005/2006 był rezerwowym bramkarzem dla Lirana Straubera. Latem 2006 roku został wypożyczony do Hapoelu Kefar Sawa. W sezonie 2006/2007 zadebiutował w nim w pierwszej lidze izraelskiej. Przez dwa lata rozegrał w Hapoelu 3 ligowe mecze. W sezonie 2008/2009 ponownie był bramkarzem Maccabi i tym razem pełnił rolę rezerwowego dla Dragoslava Jevricia. W sezonie 2009/2010 przebywał na wypożyczeniu w drugoligowym klubie Hakoah Amidar Ramat Gan.
W 2010 roku Chaimow został wypożyczony do Hapoelu Ironi Kirjat Szemona. Swój debiut w nim zaliczył 21 sierpnia 2010 w wygranym 2:0 domowym meczu z Bene Sachnin. W Hapoelu był podstawowym bramkarzem.
Latem 2011 Chaimow wrócił do Maccabi Tel Awiw. Zadebiutował w nim 21 sierpnia 2011 w wygranym 3:1 wyjazdowym meczu z Hapoelem Petach Tikwa.
W 2012 roku Chaimow ponownie został wypożyczony, tym razem do cypryjskiego klubu AEK Larnaka. W cypryjskiej ekstraklasie zadebiutował 2 września 2012 w wygranych 1:0 derbach Larnaki z Alki Larnaka. Z AEK Larnaka zajął 4. miejsce w lidze.
W 2013 roku Chaimow odszedł z Maccabi Tel Awiw do Hapoelu Ironi Kirjat Szemona. W sezonie 2013/2014 zdobył z nim Puchar Izraela. W 2016 trafił do Hapoelu Beer Szewa.
| Sezon   | Klub                        | Kraj   | Rozgrywki                 | Mecze | Bramki |
| ------- | --------------------------- | ------ | ------------------------- | ----- | ------ |
| 2005/06 | Maccabi Tel Awiw            | Izrael | Ligat ha’Al               | 0     | 0      |
| 2006/07 | Hapoel Kefar Sawa           | Izrael | Ligat ha’Al               | 1     | 0      |
| 2007/08 | Hapoel Kefar Sawa           | Izrael | Ligat ha’Al               | 2     | 0      |
| 2008/09 | Maccabi Tel Awiw            | Izrael | Ligat ha’Al               | 0     | 0      |
| 2009/10 | Hakoah Amidar Ramat Gan     | Izrael | Liga Leumit               | 33    | 0      |
| 2010/11 | Hapoel Ironi Kirjat Szemona | Izrael | Ligat ha’Al               | 24    | 0      |
| 2011/12 | Maccabi Tel Awiw            | Izrael | Ligat ha’Al               | 18    | 0      |
| 2012/13 | AEK Larnaka                 | Cypr   | Protathlima A’ Kategorias | 29    | 0      |
| 2013/14 | Hapoel Ironi Kirjat Szemona | Izrael | Ligat ha’Al               | 36    | 0      |
| 2014/15 | Hapoel Ironi Kirjat Szemona | Izrael | Ligat ha’Al               | 33    | 0      |
| 2015/16 | Hapoel Ironi Kirjat Szemona | Izrael | Ligat ha’Al               | 23    | 0      |
| 2016/17 | Hapoel Beer Szewa           | Izrael | Ligat ha’Al               |       |        |

## Kariera reprezentacyjna
W 2003 roku Chaimow wraz z reprezentacją Izraela U-17 wystąpił na Mistrzostwach Europy U-17 w Portugalii.
W dorosłej reprezentacji Izraela Chaimow zadebiutował 6 września 2011 roku w przegranym 1:3 meczu eliminacji do Euro 2012 z Chorwacją, rozegranym w Zagrzebiu. W 46. minucie tego meczu zmienił Dudu Aouate.